# Hidalgoa ternata
Hidalgoa ternata là một loài thực vật có hoa trong họ Cúc. Loài này được La Llave mô tả khoa học đầu tiên năm 1824.